# Franz Riklin
Franz Riklin (1878-1938) was een psychiater die vooral bekend geworden is door zijn samenwerking met Carl Jung. 
In het begin van de twintigste eeuw werkte Riklin in het instituut Burghölzli bij Zürich en gold daar als expert op het gebied van hysterie. In opdracht van zijn directeur Eugen Bleuler deed hij onderzoek naar associatietesten. Hiertoe reisde hij naar Duitsland om zich op de hoogte stellen van het werk van Emil Kraepelin en Gustav Aschaffenburg. Terug in Zürich ontwikkelde hij met deze kennis de eerste modellen van woordassociatietesten, die hij samen met zijn collega Jung verder uitwerkte en waarover ze samen een boek publiceerden: Experimentelle Untersuchungen über die Assoziationen Gesunder (1905).
In 1905 werd Riklin directeur van het psychiatrisch instituut in Rheinau, waar Bleuler eerder directeur van was geweest. Hier ontwikkelde hij interesse in de psychologische onderbouw van sprookjes. Beroemd werd zijn interpretatie van de kikkerkoning. Hij zag het sprookje als een beschrijving van de maagdelijke ambivalentie ten opzichte van seksualiteit en de metamorfose van kikker tot prins als transformatie van haar angst en afkeer tot geïdealiseerde liefde. Sigmund Freud heeft een artikel van Riklin over de wensvervulling en symboliek in sprookjes gepubliceerd in zijn blad voor toegepaste psychologie.
Riklin, die getrouwd was met een nicht van Carl Jung, koos de kant van Jung nadat deze had gebroken met Freud, maar zou zelf nooit als psychoanalyticus werkzaam zijn.